# Kirill Eskov
Kirill Iourievitch Eskov (en russe : Кирилл Юрьевич Еськов) est un arachnologiste russe, né le 16 décembre 1956 à Moscou. Membre de l'Académie des sciences de Russie, il est spécialiste des araignées de Sibérie, et paléontologue. Il est également écrivain et a notamment écrit en 1999 un récit alternatif au Seigneur des anneaux de Tolkien, « Le Dernier Anneau », du point de vue des forces de Sauron et principalement des orques auxquels une partie des Russes s'identifie.

## Biologie
Kirill Eskov est diplômé du département de biologie de l'université d'État de Moscou en 1979. En 1986, il soutient une thèse en sciences biologiques à l'Institut A.N. Severtsov portant sur les araignées du nord de la Sibérie. En tant que biologiste, il s'intéresse également aux araignées de l'Extrême-Orient russe et, en tant que paléontologue, son travail porte essentiellement sur les ères paléozoïque et cénozoïque. Salarié de l'Institut de paléontologie de l'Académie des sciences de Russie depuis 1988, il devient chercheur principal au laboratoire des arthropodes à partir de 2008. Il est également vice-président de la Société eurasienne d'arachnologie. En 2002, il compte 86 publications scientifiques. Dans le cadre de ce travail, Eskov décrit plusieurs nouveaux genres et de nombreuses nouvelles espèces d'araignées.
En 2008, il est également l'auteur d'un manuel scolaire pour les lycéens russes portant sur l'Histoire de la Terre et de ses formes de vie (russe : Удивительная палеонтология : История Земли и жизни на ней).

## Littérature
Kirill Eskov est un auteur de fiction en langue russe. Il publie en 1997 Евангелие от Афрания, dont la traduction littérale est « L'Évangile d'Afranius », inédit en français, un portrait dramatique de Jésus où il démythifie les événements relatés dans les Évangiles. Il publie en 1999 « Le Dernier Anneau (ru) » (russe : Последний кольценосец), un récit alternatif et une suite au Seigneur des anneaux de J. R. R. Tolkien, raconté du point de vue des forces de Sauron. Pour ce dernier roman fantastique qui est un grand succès en Russie, il reçoit les prix de littérature de fiction en langue russe « Vagabond » en 2001 et « Escargot de bronze » en 2002. Malgré la réticence et les procédures engagées par les ayants droit de l'œuvre de Tolkien, le livre est traduit durant les années 2010 dans quelques langues dont l'anglais et l'espagnol. La traduction française est en cours mais ne semble pas avoir aboutie en 2017, faute de financement.
Le « Dernier Anneau » remet en question la moralité manichéenne et simpliste de Tolkien, notamment le regard porté sur les orques auxquels les russes s'identifient fortement. En effet, les orques sont considérés par Tolkien comme des formes corrompues de l’humain, ce qui correspond à la description que font les européens des barbares envahisseurs du Moyen-Âge qui se comportent comme des hordes de sauvages sanguinaires, sans le moindre souci des convenances habituelles entre civilisés, un monde longtemps considéré comme sans Histoire ni culture,.

## Taxons nommés en son honneur
- Harpactea eskovi Dunin, 1989
- Gnaphosa eskovi Ovtsharenko, Platnick & Song, 1992
- Clubiona eskovi Mikhailov, 1995
- Eskovia Marusik & Saaristo, 1999
- Tibioploides eskovianus Saito & Ono, 2001
- Savignia eskovi Marusik, Koponen & Danilov, 2001
- Zelotes eskovi Zhang & Song, 2001
- Concavocephalus eskovi Marusik & Tanasevitch, 2003
- Episinus eskovi Marusik & Penney, 2004
- Oreoneta eskovi Saaristo & Marusik, 2004
- Burlagonomegops eskovi Penney, 2005
- Praestigia eskovi Marusik, Gnelitsa & Koponen, 2008

## Quelques taxons décrits
- Ainerigone Eskov, 1993
- Aphileta centrasiatica Eskov in Eskov & Marusik, 1995
- Arcterigone Eskov & Marusik, 1994
- Asiceratinops Eskov, 1992
- Asiophantes Eskov, 1993
- Asthenargoides Eskov, 1993
- Baryphymula Eskov, 1992
- Bathylinyphia Eskov, 1992
- Bishopiana Eskov, 1988
- Concavocephalus Eskov, 1989
- Connithorax Eskov in Marusik, Eskov, Logunov & Basarukin, 1993
- Connithorax barbatus (Eskov , 1988)
- Crosbylonia Eskov, 1988
- Crosbylonia borealis Eskov, 1988
- Dactylopisthoides Eskov, 1990
- Dactylopisthoides hyperboreus Eskov, 1990
- Eborilaira Eskov, 1989
- Eborilaira alpina Eskov, 1989
- Erigonoploides Eskov, 1989
- Erigonoploides cardiratus Eskov, 1989
- Gibothorax Eskov, 1989
- Gibothorax tchernovi Eskov, 1989
- Holminaria Eskov, 1991
- Ivielum Eskov, 1988
- Ivielum sibiricum Eskov, 1988
- Kikimora Eskov, 1988
- Kikimora palustris Eskov, 1988
- Kolymocyba Eskov, 1989
- Kolymocyba petrophila Eskov, 1989
- Mecynargoides Eskov, 1988
- Mecynargoides kolymensis Eskov, 1988
- Miftengris Eskov, 1993
- Miftengris scutumatus Eskov, 1993
- Moebelotinus transbaikalicus (Eskov, 1989)
- Nenilinium Eskov, 1988
- Neserigone Eskov, 1992
- Nippononeta Eskov, 1992
- Nispa Eskov, 1993
- Nispa barbatus Eskov, 1993
- Okhotigone Eskov, 1993
- Oreophantes Eskov, 1984
- Orientopus Eskov, 1992
- Pacifiphantes Eskov & Marusik, 1994
- Paikiniana Eskov, 1992
- Paraeboria Eskov, 1990
- Paraeboria jeniseica (Eskov, 1981)
- Paraglyphesis Eskov, 1991
- Parasisis Eskov, 1984
- Parasisis amurensis Eskov, 1984
- Parawubanoides Eskov & Marusik, 1992
- Parhypomma Eskov, 1992
- Perlongipalpus Eskov & Marusik, 1991
- Procerocymbium Eskov, 1989
- Pseudohilaira Eskov, 1990
- Pseudohilaira mirabilis Eskov, 1990
- Pseudomicrargus Eskov, 1992
- Pseudoporrhomma Eskov, 1993
- Pseudoporrhomma maritimum Eskov, 1993
- Pseudowubana Eskov & Marusik, 1992
- Robertus golovatchi Eskov, 1987
- Robertus sibiricus Eskov, 1987
- Saitonia Eskov, 1992
- Sauron Eskov in Eskov & Marusik, 1995
- Sibirocyba Eskov & Marusik, 1994
- Silometopoides Eskov, 1990
- Silometopoides asiaticus (Eskov in Eskov & Marusik, 1995)
- Tessamoro Eskov, 1993
- Tessamoro pallidus Eskov, 1993
- Tibioploides Eskov & Marusik, 1991
- Tubercithorax Eskov, 1988
- Tusukuru Eskov, 1993
- Typhochrestinus Eskov, 1990
- Typhochrestinus titulifer Eskov, 1990
- Typhochrestoides Eskov, 1990
- Typhochrestoides baikalensis Eskov, 1990
- Ussurigone Eskov, 1993
- Ussurigone melanocephala Eskov, 1993
- Viktorium Eskov, 1988
- Viktorium putoranicum Eskov, 1988
- Wiehlenarius Eskov, 1990
- Wubanoides Eskov, 1986
- Yakutopus Eskov, 1990
- Yakutopus xerophilus Eskov, 1990
- Zerogone Eskov & Marusik, 1994